# Cathédrale Saint-Joseph de Posadas
Pour les articles homonymes, voir Cathédrale Saint-Joseph.
La cathédrale Saint-Joseph, située à Posadas, capitale de la province de Misiones en Argentine, est le siège de l'évêque du diocèse de Posadas dans l'extrême nord du pays. Elle est dédiée à saint Joseph.

## Histoire
Les restes de Jorge Kémérer, premier évêque du diocèse, y sont enterrés.

## Voir aussi

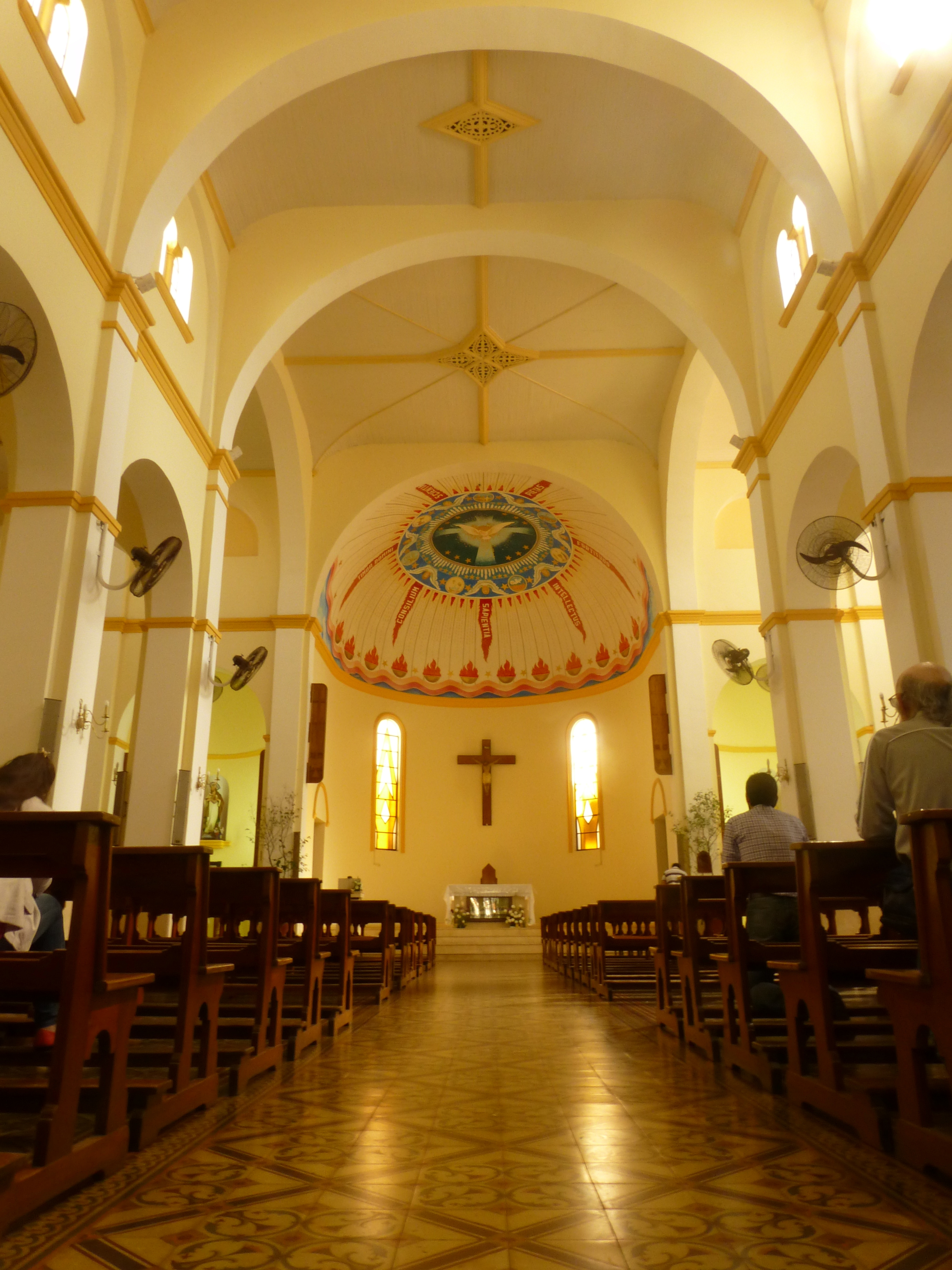
Intérieur.